# Tremblay (Ille i Vilaine)
Tremblay (en bretó Kreneg, en gal·ló Trembia) és un municipi francès, situat a la regió de Bretanya, al departament d'Ille i Vilaine. L'any 2006 tenia 1.492 habitants.

## Demografia
| 1962                                       | 1968  | 1975  | 1982  | 1990  | 1999  |
| ------------------------------------------ | ----- | ----- | ----- | ----- | ----- |
| 1.707                                      | 1.707 | 1.736 | 1.624 | 1.453 | 1.423 |
| Des de 1962: població sense dobles comptes |       |       |       |       |       |

## Administració
| Període   | Identitat    | Partit |
| --------- | ------------ | ------ |
| 2001-2008 | Jules Ferron |        |
| 2008-     | Roger Dugué  |        |

## Personatges il·lustres
- René Louiche Desfontaines, botànic (1750-1831)